# Fejér vármegye főispánjainak listája
| Név (általa betöltött egyéb főispáni pozíciók) | Fejér vármegyei főispáni időszaka | Pozíció jellege                                     | Megjegyzés | Forrás               |
| Tomori Miklós, kövesdi (Tomoray de Kövesd Nicolaus) | 1526–1530 | főispán                                             | Lázár Miklós szerint az erdélyi Fejér vármegye főispánja volt 1530. december 31. körül | [ 2 ]                |
| nincs (nem volt) | |                                                     | |                      |
| Esterházy Gábor, galántai gróf (Esterházy de Galántha Gabriel comes tábornok; generalis) - 1691−1701 Zala vármegye főispánja - 1691−1701 Somogy vármegye főispánja | 1688–1691. szeptember 16. | főispán                                             | A tisztséget nem gyakorolta, mert a vármegye katonai kormányzás alatt állt. | [ 3 ] [ 2 ]          |
| Esterházy Ferenc, galántai báró (Esterházy Franciscus comes) (élt: 1670–1746) | 1691. december 9.–1746. december 30. (haláláig) | főispán                                             | Kinevezés: 1691. december 9. Installációja 1692. július 10. | [ 6 ] [ 2 ]          |
| Galántai Esterházy György, galántai báró (Esterházy Georgius comes) (élt 1691–1734) | 1733−1734 | (helyettes; substitutus) főispán                    | Kinevezés: 1732. május 26. Installációja 1733. március 2. A tényleges kormányzást nem vette át váratlan halála miatt. | [ 9 ] [ 2 ]          |
| Nádasdy Ferenc, nádasdi és fogarasföldi gróf (Nádasdy Franciscus comes tábornok; generalis) | 1747. május 31.–1783 (lemondott, resignat 1779) | főispán                                             | Kinevezés: 1747. május 31. Hadjáratai alatt a megyét helyette öccse, nádasdi és fogarasföldi Nádasdy Boldizsár gróf (élt kb. 1710–1762) vezette helyettes főispánként. A főispáni tisztséget élete végéig, fia 1779-ben történt helyettes főispáni beiktatása és funkcionálása alatt is megtartotta, bár hivatali idejének nagyobb részét Horvátországban töltötte. | [ 2 ] [ 12 ]         |
| Nádasdy Boldizsár, nádasdi és fogarasföldi gróf (élt kb. 1710–1762) helyettes főispán. (Nádasdy Balthazar comes) - 1748−1750 Komárom vármegye főispánja | 1751–1783 | (helyettes; substitutus) főispán                    | [ 13 ] [ 2 ] |                      |
| Nádasdy Ferenc (ifj.), nádasdi és fogarasföldi gróf (Nádasdy Franciscus comes junior) | 1779. január 29.–1802 (haláláig) (1779) 1780–1785 (Lásd később 1790–1802 is!)                                                                           | főispán                                             | | [ 14 ] [ 2 ]         |
| Majláth József, székhelyi gróf - 1776–1783 Fiume kormányzója - Szerém vármegye főispánja (?) - 1784–1785. március 1. Borsod megyei főispán - 1785. június 1.–1787. februárig Pesti kerület kormányzója (Borsod, Fejér, Heves, Nógrád, Pest vármegyék, Jászkun kerület) - 1803–1809 Verőce vármegye főispánja                                    | 1785–1787 | kerületi biztos                                     | II. József közigazgatási reformja alatt kerületi biztosként. Kinevezés: 1785. március 18. kerületi főispánná. (1785–1790 között a vármegyét Marich Tamás alispán igazgatta a kerületi biztos (főispáni helytartó utasítása szerint.) | [ 17 ] [ 18 ]        |
| Almásy Pál, zsadányi és törökszentmiklósi - 1783–1787. január Fiume kormányzója - 1787–1790 Pesti kerület kormányzója (Borsod, Fejér, Heves, Nógrád, Pest vármegyék, Jászkun kerület) - 1810–1815 Arad vármegye főispánja | 1787–1790 | kerületi biztos                                     | II. József közigazgatási reformja alatt kerületi biztosként. (1785–1790 között a vármegyét Marich Tamás alispán igazgatta a kerületi biztos (főispáni helytartó utasítása szerint.) | [ 19 ] [ 20 ]        |
| Nádasdy Ferenc (ifj.), nádasdi és fogarasföldi gróf | 1790–1802 | főispán                                             | | [ 21 ]               |
| Ürményi József, ürményi - 1780. április 30.– Pest vármegye adminisztrátora (1780. július 19.– Pest vármegye főispánja) - 1782–1785 Bihar vármegye főispánja - 1785–1790 Nyitrai kerület kormányzója (Bars, Nyitra, Pozsony, Trencsén vármegyék) - 1790. február 12.– Pest vármegye adminisztrátora - 1790. március 12.– Bács vármegye főispánja | 1802. április 4.–1825. június 8. (elhunyt) | főispán                                             | | [ 22 ] [ 23 ] [ 24 ] |
| Cziráky Antal Mózes, ciráki és dénesfalvi gróf - 1800– Esztergom vármegye főispáni helytartója - 1811– Vas vármegye főispáni helytartója | 1825–1845 | főispán                                             | | [ 25 ] [ 2 ]         |
| Zichy Ödön, zicsi és vázsonykői gróf (Zichy Ödön comes senior) | 1845–1848. április 7. | főispáni helytartó (helytartó; locumtenens)         | | [ 26 ] [ 2 ]         |
| Pázmándy Dénes, szomori és somodori, idősebb (Pázmándy Dyonisius) | 1848. április 22.−1848 őszéig | főispán                                             | A Batthyány-kormány kinevezésével | [ 27 ] [ 2 ]         |
| Salamon Lajos, alapi | 1848 szeptembere−1848. december 20. | kormánybiztos                                       | Fejér megye területére kinevezett kormánybiztos | [ 28 ]               |
| Batthyány István, németújvári gróf | 1848. december 21.–1849 január 2. (a császári csapatok bevonulásáig), majd kivonulásuk után, 1849. április 25.−1849. július                             | kormánybiztos                                       | Fejér megye és Székesfehérvár területére kinevezett kormánybiztos | [ 29 ]               |
| Gyulai Gaál Eduárd császári alezredes | 1849. január 18.−1849. április 25. (kivonulás) 1849. július 12. (július 30.) − 1849. augusztus elejéig                                                  | császári kormánybiztos                              | | [ 30 ]               |
| Fiáth Ferenc, örményesi és karánsebesi báró - Zala és Veszprém vármegyék császári biztosa (1849) - 1860-1861 Veszprém vármegye főispánja - 1865–1885 Veszprém vármegye főispánja | 1849 januárjától áprilisáig | császári kormánybiztosi jelleg                      | némely helyettesi intézkedés | [ 33 ]               |
| Besze János, megyeri | 1849. július végén | kormánybiztos                                       | Fejér vármegye kormánybiztosa | [ 34 ]               |
| Hering Ignác | 1849. július vége − 1849. október 20. (haláláig) | császári kormánybiztos                              | | [ 35 ]               |
| Horváth Mihály ügyvéd | 1849. október 20.−1849. december 31. | királyi biztos                                      | | [ 36 ]               |
| Fejér vármegye a Pest-Budai katonai, majd polgári közigazgatási kerülethez tartozott. | |                                                     | |                      |
| Cziráky János, ciráki és dénesfalvi gróf - 1849. május Pozsony vármegyei császári kormánybiztos - 1849. augusztus Moson-, Pozsony-, Sopron- és Vas vármegyék császári kerületi főispánja | 1860−1861 | főispán                                             | | [ 37 ]               |
| Torkos Kálmán | 1861. szeptember 15. (kinevezési irat) | királyi biztos                                      | Az ellenálló székesfehérvári városi bizottmány megrendszabályozására nevezte ki a helytartótanács királyi biztosnak, de nem érkezett a városba. | [ 38 ]               |
| Szekrényessy Endre | 1861. szeptember 16. kinevezés | királyi biztos                                      | királyi biztos, Székesfehérvár ellenállása miatt nem tudott működni, eltávozott. | [ 39 ]               |
| Gradvohl Ede | 1861. november–1865. szeptember eleje | királyi biztos                                      | | [ 40 ]               |
| Szőgyény-Marich László, magyarszőgyéni és szolgaegyházi | 1865. szeptember 9.–1867 (királyi biztosként) 1867–1883 főispán (Fejér vármegye és 1872–1874 közötti időszak kivételével Székesfehérvár sz. kir. város) | királyi biztos, majd főispán                        | | [ 41 ]               |
| Zuber József, nánhegyeseli - 1871. július 17.–1874. december 22. Pécs thj. város főispánja | 1872. január 9.–1873. december 22. | főispán                                             | Székesfehérvár sz. kir. város főispánja | [ 42 ]               |
| Szőgyény-Marich László, magyarszőgyéni és szolgaegyházi - 1875-től Székesfehérvár főispánja is | 1867–1883 | főispán                                             | | [ 43 ]               |
| Cziráky Béla, ciráki és dénesfalvi gróf - 1884. május 5.–1891. január 15. Székesfehérvár thj. város főispánja - 1889. december 10.–1890. január 25. Heves vármegye főispánja | 1884. május 5.–1891. január 15. | főispán                                             | Más forrás: 1884. április 28-tól 1890. január 4-ig Fejér vármegye és Székesfehérvár főispánja (január 24-én adta át hivatalát utódjának). | [ 45 ]               |
| Fiáth Miklós, örményesi és karánsebesi báró - 1891–1896. december 29. Székesfehérvár thj. város főispánja | 1891–1896. december 29. | főispán                                             | | [ 46 ]               |
| Fiáth Pál, örményesi és karánsebesi báró - 1896–1906 Székesfehérvár thj. város főispánja | 1896–1906 | főispán                                             | | [ 47 ]               |
| Széchényi Viktor, sárvár-felsővidéki gróf - 1906–1917. július 7. Székesfehérvár thj. város főispánja | 1906–1917. július 7. | főispán                                             | Az első világháború kitörésekor bevonult alakulatához, és mint huszárfőhadnagy küzdött a szerb, az orosz harctéren. 1915. május 3-án már idehaza volt. (Helyettesítését a Veszprém megyei főispánra bízta a kormányzat.) | [ 48 ]               |
| Károlyi József, nagykárolyi gróf | 1917. július 8.–1918. november 22. (hivatalátadás) | főispán                                             | | [ 49 ]               |
| Kövess Emil - 1918. november 18.–1919. február 6. Székesfehérvár thj. város kormánybiztosa | 1918. november 18.–1919. február 6. | főispán-kormánybiztos                               | | [ 50 ]               |
| Tolnay Lajos | 1919. február 12.–1919. március 22. (március 24.) | főispán-kormánybiztos                               | | [ 51 ]               |
| Horváth János - 1919. február 13.–1919. július 24. (július 31.) főispán-kormánybiztos Székesfehérvár thj. város területére | 1919. február 13.–1919. július 24. (július 31.) | intézőbizottsági elnök (Fejér vármegye területére)  | | [ 52 ]               |
| Hevesi Ákos - 1919. május közepétől 1919. augusztus 1. (körül) Székesfehérvár városparancsnoka | 1919. május közepétől 1919. augusztus 1. (körül) | Fejér vármegye katonai biztosa                      | | [ 53 ]               |
| Guth Antal | 1919. május 19.– 1919. június közepe (június 24.) | kormánybiztos (Székesfehérvár város)                | | [ 54 ]               |
| Károlyi József, nagykárolyi gróf | 1919 augusztusától 1921. november 28. | főispán (jogfolytonossági címen)                    | | [ 55 ]               |
| Havranek József, ifjabb (alispán) | 1921. november 28.–1922. február 8. munkakör ellátása                                                                                                   | helyettesítés (kormányzó-alispán, kinevezés nélkül) | | [ 56 ]               |
| Nagy Pál, felsőőri | 1922. február 8.–1926. december 23. | főispán                                             | | [ 58 ]               |
| Széchényi Viktor, sárvár-felsővidéki gróf | 1926–1939 | főispán                                             | | [ 59 ]               |
| Csitáry Emil - 1939–1941 Székesfehérvár főispán-polgármestere is. - 1943-tól hadműveleti kormánybiztos | 1939–1943 elejéig (leváltása 1944. október 15.) | főispán                                             | | [ 60 ]               |
| Jankovics Miklós | 1939. március 10. körül–1944. március 19. körül (elmenekült), május 5-én mondott le                                                                     | főispán (megye területére)                          | | [ 61 ]               |
| Toldi Árpád | 1944. április 26.–1944. szeptember 16. | főispán                                             | | [ 62 ]               |
| Széchényi György, sárvár-felsővidéki gróf | 1944. szeptember 15.–1944. október 16. | főispán                                             | | [ 63 ]               |
| Pintér József | 1944. (október) november 15.– december 9. és 1945. január 23.−                                                                                          | főispán (és hadműveleti kormánybiztos)              | | [ 64 ]               |
| Szabó István | 1945. április 18.–1948. május vége | főispán                                             | | [ 65 ]               |
| Hazay László | 1948. június 5.–1949. augusztus | főispán                                             | | [ 66 ]               |
| 1949. augusztus végétől 1950. március 15-ig a főispáni hivatali tisztség betöltetlen volt. | |                                                     | |                      |

## Fejér vármegye főispánjai 2022-
| Név               | Tisztségviselés ideje               | Megjegyzések                                                                                |
| ----------------- | ----------------------------------- | ------------------------------------------------------------------------------------------- |
| Simon László, dr. | 2022. július 22. — 2023. július 31. | 2013. június 20-tól a Fejér Megyei Kormányhivatal igazgatója; majd 2022-ig kormánymegbízott |
| Betöltetlen       | 2023. augusztus 1-től               |                                                                                             |